# 塞普·布拉特
約瑟夫·"塞普"·布拉特（Joseph "Sepp" Blatter，1936年3月10日—）出生於瑞士瓦莱州，1998年6月8日在第51届国际足联大会中接替巴西人阿维兰热博士當選為第八任國際足球總會主席。2015年9月25日，正式遭瑞士政府刑事調查。

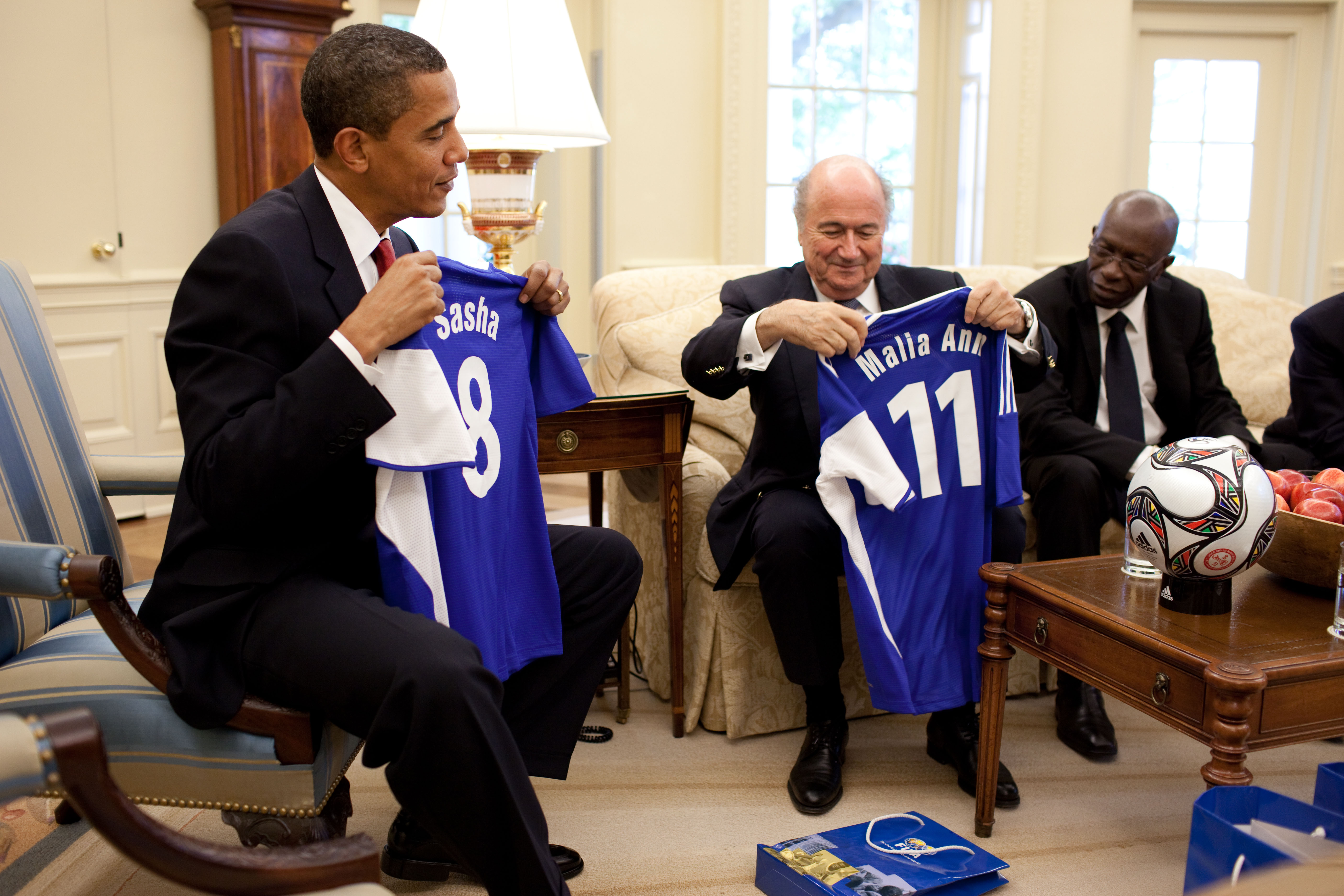
2009年7月27日布拉特在椭圆形办公室与美国总统贝拉克·奥巴马会面

## 个人资料
- 1948-1971年，效力于瑞士一家业余足球俱乐部
- 自1956年起任瑞士体育作家协会委员
- 1975-1981年，任国际足联技术总监
- 1981-1998年，任国际足联秘书长
- 1999年起任国际奥委会委员
- 2015年5月29日，第五次連任國際足聯主席。
- 2015年6月2日，宣布辭去國際足聯主席。
- 2015年9月25日，正式遭瑞士政府刑事調查[1]。
- 2015年12月21日，被國際足協道德委會員裁定濫用職權，被罰禁止參與任何足球有關的活動8年。
- 2016年2月27日，國際足協決定由因凡蒂诺接任其主席的職位。[2]

## 争议
- 布拉特被媒体报道受贿以换取卡塔尔举办2022年世界杯足球赛。后在2015年7月20日举行的记者发布会上，英国喜剧演员西蒙·布罗德金当着他面前扔了一大把伪美钞，以示讽刺。
- 在2011年国际足联主席选举中，布拉特的竞争对手在投票前夕被停职，布拉特却被认定不予调查，引起世界球迷猜测这是布拉特壟斷獨裁造成。
- 布拉特竭力反对高科技进入足球，声称“误判也是足球的一部分”，引起世界各国球迷的普遍不满。結果在各方的壓力下，於2012年年尾宣佈由2013年洲際國家盃開始採用球門線技術以減少誤判。
- 2009年11月19日，亨利在2010年世界盃決賽圈附加賽對愛爾蘭的次回合中用手把球傳給隊友加拉斯頂入網，使法國以兩回合計2:1的比數直接晉級決賽圈；而在2010年世界盃決賽圈小组赛最后一场法国对南非的比赛中，在列貝利的越位的情况下，馬路達的入球仍被判有效，使法国队避免了小组赛3场零入球而出局的尴尬；2014世界杯對烏克蘭的附加賽次回合，法國因賓斯馬的一次越位入球以3:0大勝烏克蘭，兩回合計以3:2取勝直接入決賽周。三次事件國際足協都不了了之，而且更在下台後被指當年利用行政手段對愛爾蘭要求他們不要對法國的比賽提出上訴。

## 荣誉

### 外国勋章奖章
- 二等智者雅罗斯拉夫王公勋章（乌克兰，2013年8月24日公布[3]）